# Irakische Nationalallianz
Die Irakische Nationalallianz, auch als Schiitische Allianz bekannt, englisch National Iraqi Alliance (NIA), ist ein Zusammenschluss von 20 Parteien und politischen Gruppen im Irak. Der arabische Name lautet لائتلاف الوطني العراقي / al-Iʾtilāf l-Watani al-ʿIrāqī. Bei den Parlamentswahlen 2005 trat die Partei unter dem Namen Vereinigte Irakische Allianz (الائتلاف العراقي الموحد / al-Iʾtilāf al-ʿIrāqī l-Muwaḥḥad) an. Die Irakische Nationalallianz vertritt zunehmend säkularere Ansichten. Zu ihren Mitgliedern gehören auch Sunniten oder Christen.

## Zusammensetzung
Bei den Parlamentswahlen 2010 traten folgende Parteien unter dem Bündnis an:
- Oberster Islamischer Rat im Irak

Badr-Brigaden
- Muqtada as-Sadr-Gruppe (Saderisten)
- Reformpartei (Islah) des früheren Premierministers Ibrahim al-Dschafari
- Al-Fadhila-Partei
- Dawa Parei - Irakische Organisation
- Islamic Fayli Gathering in Iraq
- Iraqi National Congress (INC) Ethnien- und religionsübergreifende Partei des umstrittenen säkularen Schiiten Ahmad Tschalabi
- Anbar Salvation Council
- Tadamun
- Vereinigung für Gerechtigkeit und Einheit
- Turkmeneli-Partei
- Vereinigung Schiitischer Turkomanen
- Iraqi Constitutional Monarchy
- mehrere unabhängige Parteien

## Parlamentswahlen 2005
Bei der Parlamentswahl im Irak am 30. Januar 2005 erhielt die Vereinigte Irakische Allianz mit 4,075 Millionen Wählern 48,1 Prozent der Stimmen und stellte mit 140 von 275 Abgeordneten die stärkste Fraktion im Übergangsparlament.
Von der Schiitischen Allianz erhoffte sich die schiitische Bevölkerungsmehrheit eine Übernahme der Macht, von der sie während der Herrschaft des zur sunnitischen Minderheit gehörenden ehemaligen Präsidenten Saddam Hussein und seiner arabisch-sozialistischen Baath-Partei ausgeschlossen war. Eine entscheidende Rolle spielt der Großajatollah Ali as-Sistani. As-Sistani ist im Iran geboren, hat aber über 50 Jahre im Irak verbracht. Er gelangte in den 1990er Jahren bei den irakischen Schiiten zu hohem Ansehen. Seine Kritik gegen die Irak-Pläne der USA hat ihn im Irak noch populärer gemacht. Manche schiitischen Prediger bezeichnen es als religiöse Pflicht, für das von as-Sistani akzeptierte Wahlbündnis zu stimmen. Die UIA hat im schiitischen Großajatollah Ali as-Sistani einen einflussreichen Fürsprecher, der jedoch keine der Parteien ausdrücklich unterstützt.
Auf der Liste der UIA steht auch der schiitische Atomwissenschaftler Husain asch-Schahristani, der angeblich auf Anweisung von as-Sistani selber auf eine hohe Position der Kandidatenliste gestellt wurde.
Bei den Parlamentswahlen vom 15. Dezember 2005 erhielt die Vereinigte Allianz 5 Millionen Stimmen (41,1 %) und stellte damit 128 Sitze im Parlament.

## Parlamentswahlen 2010
Bei den Parlamentswahlen 2010 spaltete sich die Dawa-Partei unter Premierminister Al-Maliki von der Allianz und trat unter dem Bündnis Rechtsstaat zu den Wahlen an. Die Nationalallianz wurde mit 70 Sitzen drittstärkste Partei im Parlament. Im Mai schlossen sich beiden Bündnisse zu einem Parlamentsblock zusammen.
Stärkste Kraft innerhalb der Allianz sind die Saderisten, welche 39 der 70 Sitze auf sich vereinigen konnten. Der oberste Rat ist mit 17 Sitzen die zweitstärkste Partei.